# Branko Soban
Branko Soban, slovenski novinar in publicist, * 1952.
Branko Soban je kot zunanjepolitični komentator časopisa Delo med drugim poročal iz Češkoslovaške po Ruski okupaciji 1968. Poročal je tudi iz Rusije, kjer mu zaradi kritičnih komentarjev o kršenju človekovih pravic v Čečeniji ruske oblasti še danes ne dajo več vizuma za vstop v državo. Kot poročevalca iz zasedanj Sveta Evrope ga prav tako zanimajo kršitve človekovih pravic, na kar je kot Primorski Slovenec še posebej občutljiv.
Bil je eden izmed 571 podpisnikov Peticije zoper cenzuro in politične pritiske na novinarje v Sloveniji.
Kritično obravnava tudi kršitve človekovih pravic v primeru izbrisanih.

## Nagrade
- 2013 čuvaj/watchdog Društva novinarjev Slovenije

## Izbrani članki
- Vsi drugačni, vsi izbrisani - recenzija knjige Zgodbe 27 izbrisanih prebivalcev Slovenije, Delo, 7. avgust 2011.
- Brnik bi se moral posloviti od Pučnika - Evropsko sodišče za človekove pravice je obsodilo politiko izbrisa, ki jo je zagovarjal Jože Pučnik. Delo, 13. julij 2012.